# Albert Pahimi Padacké
Albert Pahimi Padacké, né le 15 novembre 1966 à Gouin dans la sous-préfecture de Torrock, dans la région du Mayo-Kebbi Ouest, est un homme d'État tchadien. Il est Premier ministre du 13 février 2016 au 4 mai 2018 et de mai 2021 à octobre 2022.

## Biographie
Albert Pahimi Padacké est, dans les années 1990, ministre des Finances et ministre du Commerce, sous la présidence d'Idriss Déby (1990-2021).
En février 2001, il devient secrétaire d'État pour les Finances, avant d'être nommé en avril de la même année ministre de l'Énergie et du Pétrole. En août 2001, il perd ses portefeuilles, mais reste ministre jusqu'en juin 2002.
Albert Pahimi Padacké est élu à l'Assemblée nationale en avril 2002 en tant que membre du Rassemblement national pour la démocratie au Tchad - le Réveil. De juin 2002 à aout 2005, il est membre de la Communauté économique des États de l'Afrique centrale. Il est alors nommé ministre de l'Agriculture dans le gouvernement tchadien mis en place le 7 août 2005.
Il est le candidat officiel du Rassemblement national pour la démocratie au Tchad - le Réveil lors de l'élection présidentielle de  2006, à laquelle il arrive en troisième position avec 7,82 % des votes. Le 29 mai, peu après l'annonce des résultats, il félicite Idriss Déby pour sa victoire. Il reste ministre de l'Agriculture jusqu'à ce qu'il soit nommé ministre de la Justice dans le gouvernement formé le 4 mars 2007. Il est également nommé ministre des Postes, des Technologies de l'information et des Communications dans le gouvernement mis en place le 23 avril 2008. À l'élection présidentielle de 2011, il obtient 6,03 % de suffrage, ce qui le place en deuxième position derrière Idriss Déby.
Le 13 février 2016, à la suite de la démission de Kalzeubé Pahimi Deubet, Albert Pahimi Padacké est nommé Premier ministre par le président Déby et prend ses fonctions le lendemain. Le 8 août 2016, à la suite de l'investiture d'Idriss Déby pour un quatrième mandat, il présente la démission de son gouvernement puis il est aussitôt reconduit dans ses fonctions.
Après l'adoption d'une nouvelle constitution qui renforce les pouvoirs présidentiels et qui supprime le poste de Premier ministre, il remet sa démission au chef de l'État le 3 mai 2018. Celle-ci est effective le lendemain, jour de la promulgation de cette nouvelle constitution.
Albert Pahimi Padacké est candidat à l'élection présidentielle de 2021 et finit en deuxième position avec 10,3 % des voix face à Idriss Déby.
Après la mort d'Idris Déby Itno, le Conseil militaire de transition prend le pouvoir et nomme Padacké de nouveau Premier ministre d'un gouvernement de transition. Il forme son gouvernement le 2 mai 2021.
En novembre 2022, Albert Pahimi Padacké est nommé président du conseil d'administration de l'Autorité de régulation des communications électroniques et des postes (Arcep).
Le 13 mars 2024, Albert Pahimi Padacké est investi par son parti, le Rassemblement national pour la démocratie au Tchad (RNDT-Le Réveil) comme candidat à l'élection présidentielle du 6 mai 2024. Le 24 mars 2024, le Conseil constitutionnel valide sa candidature. Il arrive en 3e position avec 16,93 % des voix.
L'organisation des élections législatives de décembre 2024 est critiquée par plusieurs partis de la majorité et de l'opposition, certains appelant au boycott comme Les Transformateurs. Le Rassemblement national des démocrates tchadiens - Le Réveil critique aussi l'organisation mais annonce sa participation. 